# Loconville
Loconville is een gemeente in het Franse departement Oise (regio Hauts-de-France) en telt 313 inwoners (2005). De plaats maakt deel uit van het arrondissement Beauvais.

## Geografie
De oppervlakte van Loconville bedraagt 5,5 km², de bevolkingsdichtheid is 56,9 inwoners per km².
De onderstaande kaart toont de ligging van Loconville met de belangrijkste infrastructuur en aangrenzende gemeenten.

## Demografie
Onderstaande figuur toont het verloop van het inwonertal (bron: INSEE-tellingen).